# Vaarinkarta
Vaarinkarta är en ö i Finland.   Den ligger i kommunen Nystad i den ekonomiska regionen Nystadsregionen och landskapet Egentliga Finland, i den sydvästra delen av landet, 210 km väster om huvudstaden Helsingfors.
Terrängen på Vaarinkarta är varierad.  I omgivningarna runt Vaarinkarta växer i huvudsak blandskog.